# Pangoe
Pangoe is een bestuurslaag in het regentschap Pidie van de provincie Atjeh, Indonesië. Pangoe telt 231 inwoners (volkstelling 2010).